# Azacca
Azacca is een hopvariëteit, gebruikt voor het brouwen van bier.
Deze hopvariëteit is een “dubbeldoelhop”, bij het bierbrouwen gebruikt zowel voor zijn aromatische als zijn bittereigenschappen. Deze Amerikaanse variëteit werd ontwikkeld door de American Dwarf Hop Association en op de markt gebracht in 2013. Het is een kruising tussen Toyomidori en een onbekende variëteit, en stamt af van Northern Brewer en Summit.

## Kenmerken
- Alfazuur: 14 – 16%
- Bètazuur: 4 – 5,5%
- Eigenschappen: hoge alfa- en aromahop, geur van tropisch fruit en citrus. Smaak van mango, ananas, mandarijn en dennen.